# 8月のエウテルペ
8月のエウテルペ（はちがつのエウテルペ）は、日本の女性アイドルグループである。通称「ハノルペ」。

## 概要
応募総数3500人の中から選出された綾瀬らら、鹿目双葉、黒田莉菜、七海なるみ、橋本心花、鳩飼まりもの6人組で構成される、愛沢えみりがプロデュースするアイドルグループ。
エウテルペとはギリシャ神話における叙事詩や音楽の女神。
「見る人に勇気を与えるアイドル」をコンセプトに、2022年8月28日に東京・渋谷マグズパークでデビューライブを行った。デビュー当初は7人組だったが、病気療養中の古川優が2023月4月をもって脱退し、6人組となった。楽曲は浦島健太が提供している。
2024年3月16日をもって、メンバー6人全員が卒業し、活動終了した。

## メンバー
| 名前        | よみがな        | 出身地   | 担当カラー | 備考     |
| ----------- | --------------- | -------- | ---------- | -------- |
| 綾瀬 らら   | あやせ らら     | 神奈川県 | 黄         | リーダー |
| 鹿目 双葉   | かなめ ふたば   | 埼玉県   | 緑         |          |
| 黒田莉菜    | くろだ りな     | 熊本県   | 紫         |          |
| 七海 なるみ | ななみ なるみ   | 山梨県   | 青         |          |
| 橋本 心花   | はしもと このか | 新潟県   | ピンク     |          |
| 鳩飼 まりも | はとかい まりも | 千葉県   | 白         |          |

## 配信シングル
1. 虹のエウテルペ（2022年10月8日）
2. アティチュード（2022年12月31日）
3. 今日も推しとく?（2023年1月31日）
4. センチメートル（2023年4月27日）
5. 泣かないでメモリー（2023年4月27日）
6. 恋の魔法はアンシャンテ!（2023年6月15日）
7. 夏色Sensation（2023年6月15日）
8. CRAZY BOP（2023年8月23日）
9. Dreamin'×2（2023年8月23日）